# Фардін Масумі
Фардін Масумі (перс. فردین معصومی ولدی; нар. 10 листопада 1977, Масал, Гілян) — іранський борець вільного стилю, дворазовий призер чемпіонатів світу, призер та чотириразовий переможець чемпіонатів Азії, дворазовий призер Азійських ігор, переможець та призер кубків світу, учасник Олімпійських ігор.

## Життєпис
Боротьбою почав займатися з 1994 року.
Виступав за борцівський клуб міста Масал. Тренер — Бахбан Таліф Сарбасі.

## Спортивні результати на міжнародних змаганнях

### Виступи на Олімпіадах
| Змагання                                   | Збірна | Вагова категорія           | Місце |
| ------------------------------------------ | ------ | -------------------------- | ----- |
| Боротьба на літніх Олімпійських іграх 2008 | Іран   | вільна боротьба, до 120 кг | 5     |

### Виступи на Чемпіонатах світу
| Змагання                        | Збірна | Вагова категорія           | Місце  |
| ------------------------------- | ------ | -------------------------- | ------ |
| Чемпіонат світу з боротьби 2005 | Іран   | вільна боротьба, до 120 кг | 8      |
| Чемпіонат світу з боротьби 2006 | Іран   | вільна боротьба, до 120 кг | Бронза |
| Чемпіонат світу з боротьби 2007 | Іран   | вільна боротьба, до 120 кг | 13     |
| Чемпіонат світу з боротьби 2009 | Іран   | вільна боротьба, до 120 кг | Срібло |
| Чемпіонат світу з боротьби 2010 | Іран   | вільна боротьба, до 120 кг | 7      |
| Чемпіонат світу з боротьби 2011 | Іран   | вільна боротьба, до 120 кг | 18     |

### Виступи на Чемпіонатах Азії
| Змагання                       | Збірна | Вагова категорія           | Місце  |
| ------------------------------ | ------ | -------------------------- | ------ |
| Чемпіонат Азії з боротьби 2004 | Іран   | вільна боротьба, до 120 кг | Золото |
| Чемпіонат Азії з боротьби 2007 | Іран   | вільна боротьба, до 120 кг | Золото |
| Чемпіонат Азії з боротьби 2008 | Іран   | вільна боротьба, до 120 кг | Золото |
| Чемпіонат Азії з боротьби 2009 | Іран   | вільна боротьба, до 120 кг | Золото |

### Виступи на Азійських іграх
| Змагання           | Збірна | Вагова категорія           | Місце  |
| ------------------ | ------ | -------------------------- | ------ |
| Азійські ігри 2006 | Іран   | вільна боротьба, до 120 кг | Срібло |
| Азійські ігри 2010 | Іран   | вільна боротьба, до 120 кг | Бронза |

### Виступи на Кубках світу
| Змагання                    | Збірна | Вагова категорія           | Місце  |
| --------------------------- | ------ | -------------------------- | ------ |
| Кубок світу з боротьби 2005 | Іран   | вільна боротьба, до 120 кг | 4      |
| Кубок світу з боротьби 2006 | Іран   | вільна боротьба, до 120 кг | Золото |
| Кубок світу з боротьби 2009 | Іран   | вільна боротьба, до 120 кг | Бронза |
| Кубок світу з боротьби 2010 | Іран   | вільна боротьба, до 120 кг | 6      |

### Виступи на інших змаганнях
| Змагання                                                  | Збірна | Вагова категорія           | Місце  |
| --------------------------------------------------------- | ------ | -------------------------- | ------ |
| Кубок Азії з боротьби 2003                                | Іран   | вільна боротьба, до 120 кг | Срібло |
| Гран-прі Німеччини з боротьби 2004                        | Іран   | вільна боротьба, до 120 кг | Золото |
| Всесвітні ігри військовослужбовців 2007                   | Іран   | вільна боротьба, до 120 кг | Бронза |
| Чемпіонат світу з боротьби серед військовослужбовців 2008 | Іран   | вільна боротьба, до 120 кг | Золото |
| Кубок Тахті 2009                                          | Іран   | вільна боротьба, до 120 кг | Золото |
| Золотий Гран-прі з боротьби 2010 (Тбілісі)                | Іран   | вільна боротьба, до 120 кг | Золото |
| Кубок Імамалі Хабібі і Абдоллаха Мохамеда 2010            | Іран   | вільна боротьба, до 120 кг | Золото |
| Меморіал Вацлава Циолковського 2011                       | Іран   | вільна боротьба, до 120 кг | Золото |
| Турнір Яшара Догу 2012                                    | Іран   | вільна боротьба, до 120 кг | Срібло |